# Gårmsjön
Gårmsjön är en sjö i Vilhelmina kommun i Lappland och ingår i Vapstälvens huvudavrinningsområde. Sjön har en area på 0,359 kvadratkilometer och ligger 662,3 meter över havet. Gårmsjön ligger i Södra Gardfjället Natura 2000-område.

## Delavrinningsområde
Gårmsjön ingår i det delavrinningsområde (725166-148072) som SMHI kallar för Utloppet av Gårmsjön. Medelhöjden är 740 meter över havet och ytan är 6,61 kvadratkilometer. Räknas de 4 avrinningsområdena uppströms in blir den ackumulerade arean 18,47 kvadratkilometer. Vattendraget som avvattnar avrinningsområdet har biflödesordning 2, vilket innebär att vattnet flödar genom totalt 2 vattendrag innan det når havet efter 82 kilometer. Avrinningsområdet består mestadels av skog (73 procent) och kalfjäll (22 procent). Avrinningsområdet har 0,36 kvadratkilometer vattenytor vilket ger det en sjöprocent på 5,4 procent.